# Lawrence Alma-Tadema
Sir Lawrence Alma-Tadema   (Dronryp, 8 de gener de 1836 - Wiesbaden, 25 de juny de 1912) OM, RA va ser un dels pintors més cèlebres de finals del segle xix a Gran Bretanya.
Nascut a Dronrijp, els Països Baixos, i format a l'Acadèmia Reial d'Anvers (Bèlgica), s'instal·là a Anglaterra el 1870, on va residir la resta de la seva vida. Un pintor de temes clàssics que va adquirir fama per les seves descripcions del luxe i decadència de l'Imperi Romà, amb figures lànguides en interiors jaspiats fabulosos o contra un teló de fons d'enlluernant Mediterrani i cel de color blau.
Admirat durant la seva vida pels seus dibuixos i pintures de l'antiguitat clàssica, caigué en descrèdit després de la seva mort, i només a partir de finals del segle xx el seu treball fou revaluat per la seva importància dins de l'art anglès de segle xix.

## Joventut
Sir Lawrence Alma-Tadema va néixer com Laurens Tadema el 8 de gener de 1836, al petit poble de Dronrijp, a Friesland al nord dels Països Baixos. Era el sisè nen de Pieter Jiltes Tadema (1797-1840), el notari del poble, que havia tingut tres fills d'un matrimoni previ, i el tercer nen de la seva mare, Hinke Dirks Brouwer (circa 1800-1863). Hinke Brouwer era la germanastra de la primera dona de Pieter Tadema. El seu primer fill va morir sent un nen i la segona era Atje (circa 1834- circa 1876), germana de Laurence, per qui tenia gran afecte. Tadema (que significa 'fill d'Adam') era un antic patronímic frisó, mentre que els noms Laurens i Alma venien del seu padrí. Laurens transformaria posteriorment el seu nom cap a l'anglès -Lawrence-, i incorporaria el "Alma" al davant del seu cognom de manera que aparegués al començament als catàlegs de les exposicions, en comptes de quedar cap al final amb la "T" de Tadema. No feia servir un guió entre els cognoms, sinó que varen començar a fer-ho d'altres i va esdevenir una convenció acceptada.
La família Tadema es va traslladar el 1838 a la ciutat pròxima de Ljouwert, on la posició de Pieter com a notari seria més lucrativa. El seu pare va morir quan Laurens tenia quatre anys, deixant la seva mare amb cinc nens: Laurens, la seva germana, i tres nois del primer matrimoni del seu pare. La seva mare tenia tendències artístiques, i va decidir que s'haurien d'incorporar a l'educació dels nens els coneixements de dibuix. Va rebre la seva primera formació artística amb un mestre de dibuix local contractat per ensenyar els seus germanastres grans.
Es volia que el Laurens fos advocat, però el 1851, a l'edat de quinze anys, patí una caiguda física i mental. Diagnosticat com a consumptiu, li donaven poc de temps de vida i se li va permetre passar els seus darrers dies al seu caprici, dibuixant i pintant. Deixat a la seva sort, va recobrar la salut i decidí seguir una carrera com a artista. El 1852 ingressava a l'Acadèmia Reial d'Anvers, on estudià primer art holandès i flamenc, amb Egide Charles Gustave Wappers. Durant els quatre anys d'Alma-Tadema com a estudiant registrat a l'Acadèmia, va guanyar uns quants premis respectables.

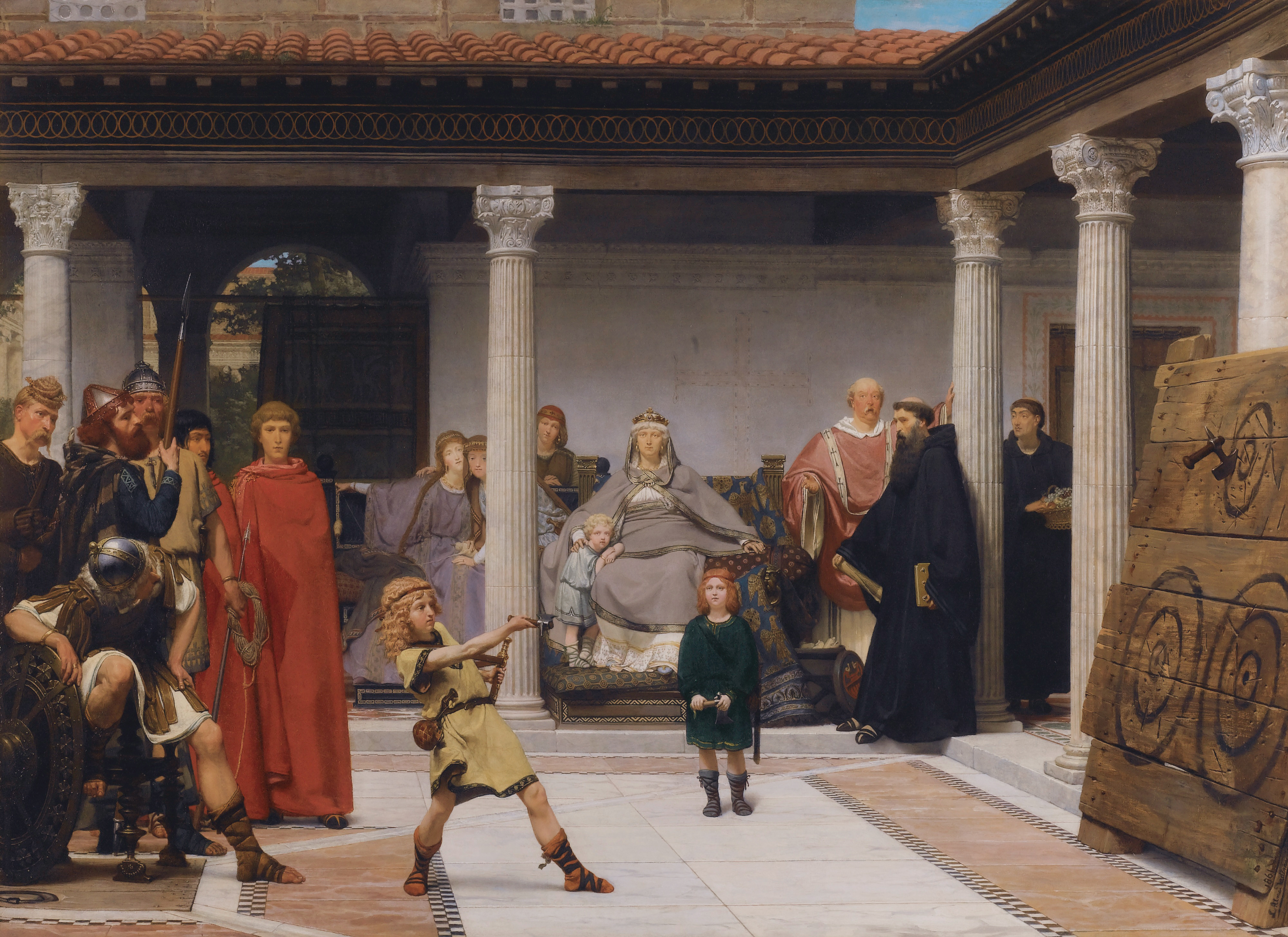
L'educació dels nens de Clodoveu (1861), oli sobre tela, 127 x 176,8 cm, col·lecció privada. La reina Clotilde, muller del rei Clodoveu I, apareix entrenant els seus tres nens en l'art de llançar la destral per poder venjar la mort del seu pare

Abans de deixar l'escola, cap a finals de 1855, es convertia en ajudant del pintor i professor Louis (Lodewijk) Jan de Taeye, que impartia cursos d'història i de vestits històrics a l'Acadèmia i amb els quals Laurens havia gaudit de forma important. Encara que de Taeye no era un pintor excepcional, Alma-Tadema el respectava i es va convertir en el seu ajudant d'estudi, treballant amb ell durant tres anys. De Taeye li facilità llibres que influïen en el seu desig de descriure temes merovingis als inicis de la seva carrera. Se l'animava a descriure amb precisió històrica les seves pintures, un tret pel qual l'artista seria conegut. Alma-Tadema va deixar l'estudi de Taeye el novembre de 1858 quan retornava a Ljouwert abans d'instal·lar-se a Anvers, on va començar a treballar amb el pintor Jan August Hendrik Leys, l'estudi del qual era altament considerat a Bèlgica. Sota el seu consell, Alma-Tadema pintà el seu primer treball essencial: L'educació dels nens de Clovis (1861). Va causar sensació entre crítics i artistes quan s'exhibí aquell any al Congrés Artístic a Antwerp. Es diu que establí la seva fama i reputació. Alma-Tadema referia que encara que Leys pensés que la pintura era més completa del que ell n'havia esperat, era crític amb el tractament. Alma-Tadema es prengué aquesta crítica molt seriosament, i el portà a millorar la tècnica. Malgrat alguns retrets del seu mestre, L'educació dels nens de Clovis fou honorablement rebut per crítics i artistes, i finalment fou adquirit pel rei Leopold de Bèlgica.

## Primers treballs

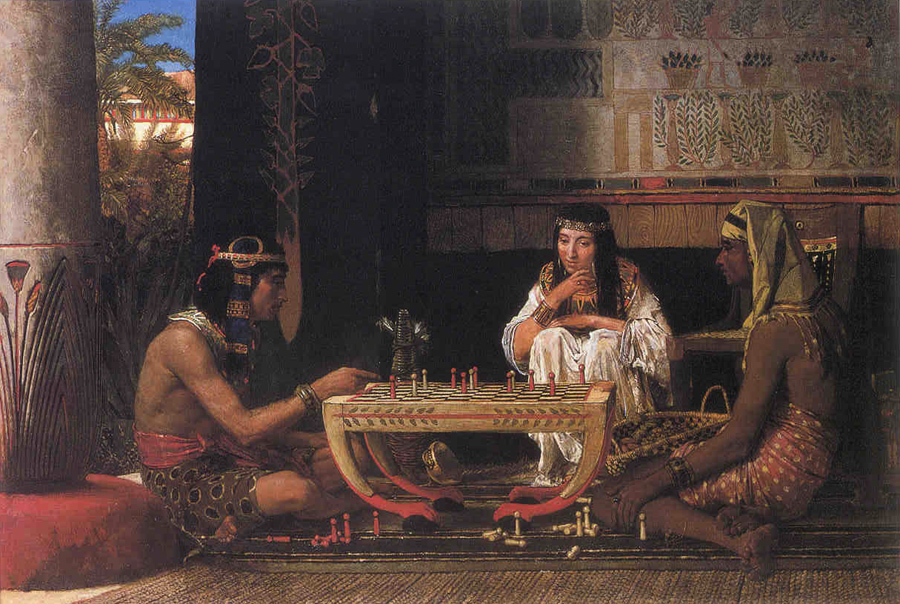
Jugadors d'escacs egipcis (1865), oli sobre taula, 39,8 x 55,8 cm, col·lecció privada

Els temes merovingis foren els preferits pel pintor fins a mitjans dels anys 1860. És potser en aquesta sèrie que trobem l'artista mogut per la sensació més profunda i el més fort esperit de romanç. Tanmateix, els temes merovingis no tenien un atractiu internacional ampli; així doncs, va canviar cap a temes de la vida a l'Egipte antic, que era més popular. En aquestes escenes de francs i d'egipcis, Alma-Tadema posava gran energia i molta investigació. El 1862, Alma-Tadema deixà l'estudi de Leys i començà la seva pròpia carrera, establint-se com a artista europeu de temes clàssics.
El 1863 va canviar el curs de la vida personal i professional d'Alma-Tadema: el 3 de gener la seva mare invàlida moria, i el 24 de setembre es va casar a l'Ajuntament d'Anvers, amb Marie-Pauline Gressin, la filla d'Eugene Gressin, un periodista francès de descendència reial  que vivia prop de Brussel·les. Res no se sap de la seva vida en comú i poc de la mateixa Paulina, ja que Alma-Tadema mai no va parlar sobre ella després de la seva mort el 1869. La seva imatge apareix en un cert nombre d'olis, encara que només va pintar el seu retrat tres vegades, el més notable en fou Al meu estudi (1867). La parella va tenir tres fills. El més gran i únic baró va viure només uns quants mesos, morí de verola; les dues filles, Laurence (1864-1940) i Anna (1867-1943), tenien inclinacions artístiques: la primera en la literatura, l'última en l'art. Cap de les dues no es va casar.
Alma-Tadema i la seva muller passaren la lluna de mel a Florència, Roma, Nàpols i Pompeia. Era el seu primer viatge a Itàlia i hi va desenvolupar l'interès per descriure la vida de la Grècia antiga i de Roma, especialment aquesta última, ja que va trobar una nova inspiració en les ruïnes de Pompeia, que el varen fascinar i n'enriquirien el treball a les futures dècades.

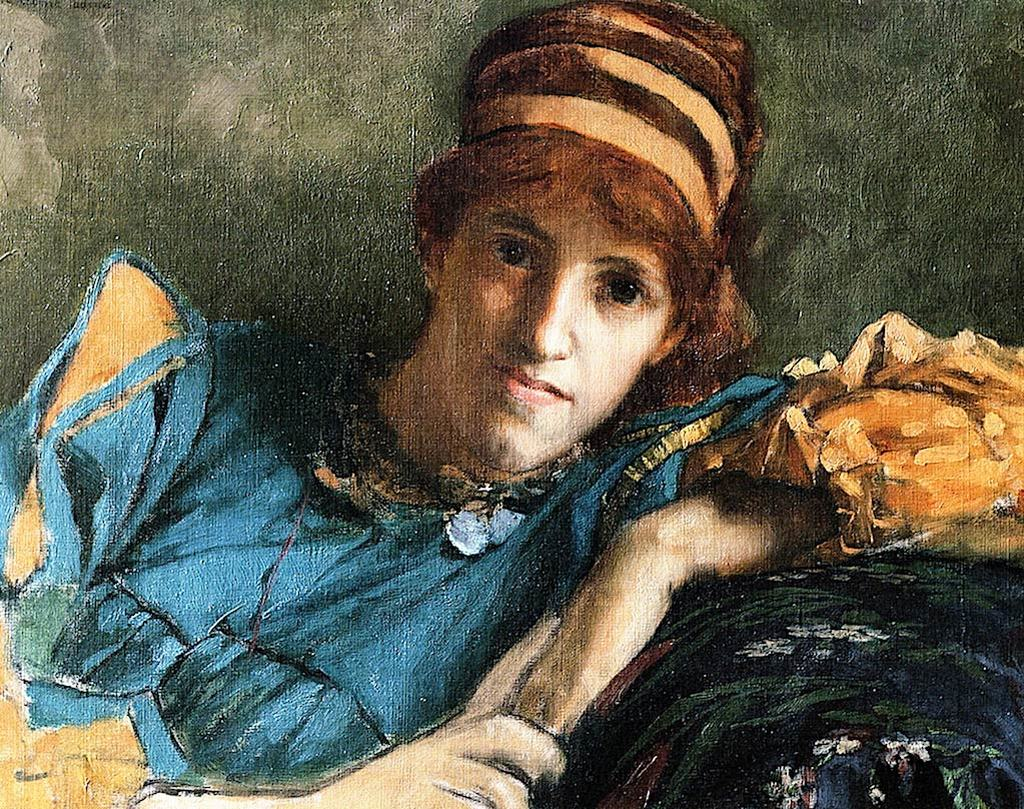
Laura Theresa Epps, segona esposa d'Alma-Tadema

Durant l'estiu de 1864, Tadema conegué Ernest Gambart, l'empresari i marxant d'art més influent del segle xix. Gambart s'impressionà amb el treball de Tadema, que estava pintant llavors Jugadors d'escacs egipcis (1865). El comerciant, adonant-se de l'inusual talent del pintor jove, li va fer un encàrrec de vint-i-quatre quadres i demanà tres de les pintures de Tadema per ser mostrades a Londres. El 1865, Tadema es traslladà a Brussel·les, on fou nomenat cavaller de l'orde de Leopold.
El 28 de maig de 1869, després d'anys de salut precària, la seva dona Paulina va morir a Schaerbeek, Bèlgica, a l'edat de trenta-dos anys, de verola. La seva mort deixava desconsolat i deprimit Tadema, que deixà de pintar durant gairebé quatre mesos. La seva germana Artje vivia amb la família i ajudava amb les dues filles, llavors de cinc i dos anys. Artje es feia càrrec del manteniment de la casa i va romandre amb la família fins al 1873, quan es va casar.
Durant l'estiu, el mateix Tadema va començar a patir d'un problema mèdic que els doctors de Brussel·les varen ser incapaços de diagnosticar. Gambart, finalment, l'aconsellà d'anar-se'n a Anglaterra per a una altra opinió mèdica. En arribar a Londres el desembre de 1869, Alma-Tadema va ser convidat a casa del pintor Ford Madox Brown. Allà hi va trobar la jove de disset anys Laura Theresa Epps, de qui s'enamorà a primera vista.

## Trasllat a Anglaterra

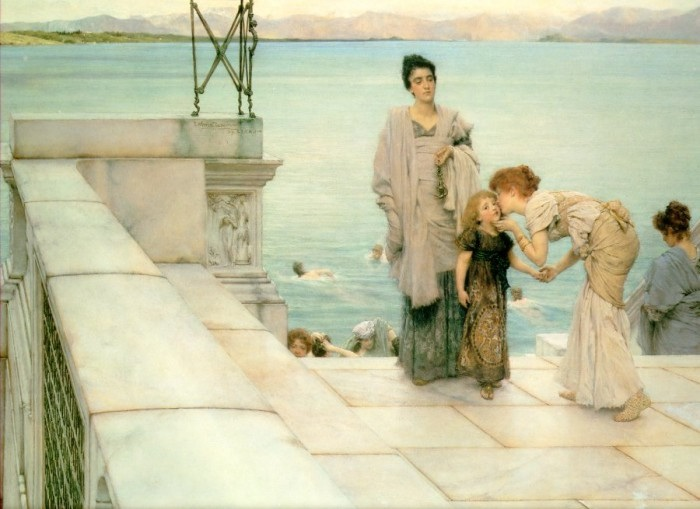
El petó

El brot de la Guerra francoprussiana el juliol de 1870 va obligar Alma-Tadema a marxar del continent i passar a Londres. El seu enamorament de Laura Epps tenia un paper important en el seu trasllat a Anglaterra i Gambart sentia que el trasllat seria avantatjós per a la carrera de l'artista. Manifestant les seves raons per al trasllat, Tadema simplement deia:
"Vaig perdre la meva primera esposa el 1869, una senyora francesa amb qui m'havia casat el 1863. Sempre he tingut una gran predilecció per Londres, l'únic lloc on, fins ara, el meu treball s'havia trobat amb compradors; he decidit marxar del continent i me'n vaig per instal·lar-me a Anglaterra, on he trobat una veritable llar."
Amb les seves filles petites i la germana Artje, Alma-Tadema arribava a Londres al començament de setembre de 1870. El pintor no va perdre ni un minut a contactar Laura, i acordaren que li hi donaria lliçons de pintura. Durant una d'aquestes sessions, ell li proposà matrimoni. Com que tenia llavors trenta-quatre anys i Laura tenia només divuit anys, el seu pare s'hi oposà inicialment a la idea. El Dr. Epps, finalment, hi va estar d'acord amb la condició que haurien d'esperar fins que es coneguessin millor l'un a l'altre. Es casaren el juliol de 1871. Laura, amb el seu nom de casada, també guanyà una alta reputació com a artista, i apareixia en nombrosos olis d'Alma-Tadema després del seu matrimoni (Les dones d'Amphissa (1887) n'és un exemple notable). Aquest segon matrimoni va ser durador i feliç, encara que sense fills, i Laura es convertiria en la madrastra d'Anna i Lawrence.

## Pintor victorià

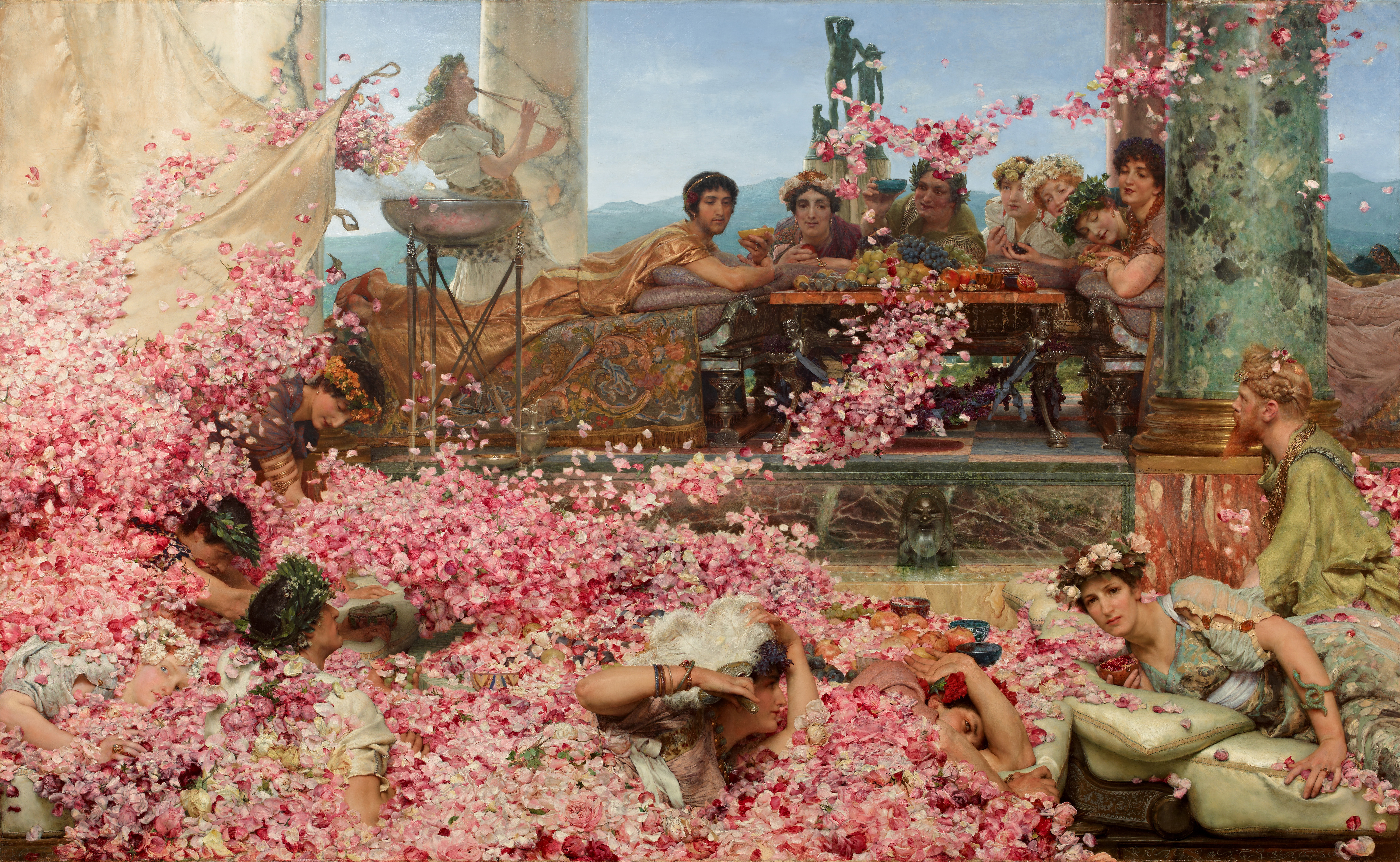
Les roses d'Heliogàbal (1888), oli sobre tela, 132,1 x 213,7 cm, col·lecció privada. Com es va pintar durant l'hivern, Tadema va encarregar un enviament setmanalment des de la Riviera francesa per tenir roses durant quatre mesos i assegurar la precisió de cada pètal

Després de la seva arribada a Anglaterra, on havia d'estar la resta de la seva vida, la carrera d'Alma-Tadema va ser un èxit continuat. Es convertí en un dels artistes més famosos i altament pagats del seu temps, reconegut i demanat. Pel 1871, havia conegut i s'havia fet amic de la majoria dels pintors prerafaelites més importants i ho va ser en part a causa de la influència que l'artista feia amb la seva paleta, variant els matisos, i il·luminant les seves pinzellades.
El 1872, Alma-Tadema va organitzar les seves pintures amb un sistema d'identificació incloent-hi un nombre d'obra sota la seva signatura i assignant nombres també a les imatges anteriors. Retrat de la meva germana Artje, pintat el 1851, està numerat com a opus I, mentre que dos mesos abans de la seva mort completava Preparatius al Coliseum, obra CCCCVIII. Aquest sistema faria més difícil fer passar falsificacions per originals.
El 1873, Alma-Tadema esdevingué l'últim denizen, amb drets limitats de ciutadania. L'any anterior, ell i la seva muller varen fer un viatge al continent que durà cinc mesos i mig i els portà a Brussel·les, Alemanya i Itàlia. A Itàlia, varen poder visitar les antigues ruïnes una altra vegada; aquest cop va adquirir unes quantes fotografies, principalment de les ruïnes, començant la seva immensa col·lecció de material arxivístic suficient per a documentar els acabats de futures obres. El gener de 1876, va llogar un estudi a Roma. La família tornaria a Londres l'abril, visitant el Saló parisenc a la seva tornada.
Una de les fotografies més important d'aquest període era Una Audiència d'Agrippa (1876). Quan un admirador de la pintura oferí de pagar una suma substancial per una pintura amb un tema similar, Alma-Tadema simplement va capgirar l'emperador per mostrar-lo marxant en l'anomenada Després de l'Audiència.
19 de juny de 1879, a Alma-Tadema fou nomenat Acadèmic, el seu premi personalment més important. Tres anys més tard s'organitzà una retrospectiva essencial de tota la seva obra a la Galeria Grosvenor a Londres, incloent-hi 185 de les seves fotografies. D'aquesta època (1881), també és el quadre El tepidarium, d'una emotiva força eròtica.

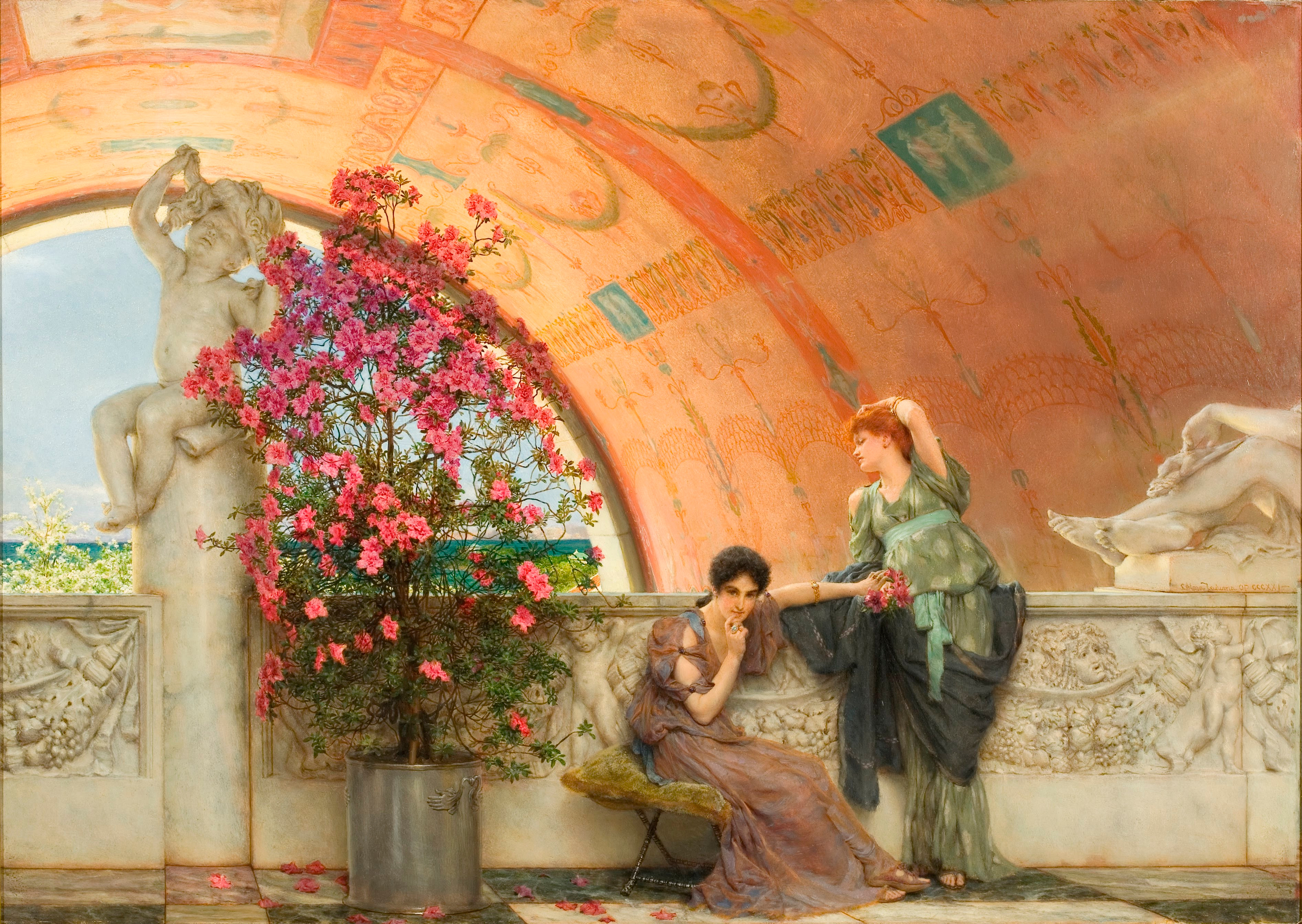
Rivals inconscients (1893), oli sobre taula de 45 x 63 cm. Museu i Galeria d'Art de Bristol. Les figures femenines d'Alma-Tadema tenen una actitud un xic avorrida cercant plaer, com si fossin mimades cortesanes. Hi ha poca acció en les pintures d'Alma-Tadema; aquí les dues dones estan probablement esperant un amant. La composició s'equilibra per unes plantes en flor

El 1883 retornava a Roma i Pompeia, on havien tingut lloc noves excavacions des de la seva darrera visita. Passava una quantitat significativa de temps estudiant el lloc, anant-se'n allà diàriament. Aquestes excursions li donaven una font suficient de contingut mentre començava a promoure el seu coneixement de la vida romana diària. De vegades, tanmateix, integrava tants objectes en les seves pintures que alguns deien que s'assemblaven als catàlegs de museus.
Una de les seves pintures més famoses és Les roses d'Heliogàbal (1888) -basat en un episodi de la vida del llibertí emperador romà Elagàbal (Heliogabalus), la pintura descriu el psicopàtic emperador ofegant el seu hoste en una orgia sota una cascada de pètals de rosa. Les flors descrites s'enviaven setmanalment a l'estudi de l'artista de Londres des de la Riviera durant quatre mesos de l'hivern de 1887-1888.
Entre els treballs d'Alma-Tadema d'aquest període hi ha: Un paradís terrenal (1891), Rivals inconscients (1893), Primavera (1894), El Coliseum (1896) i Els banys de Caracal·la (1899). Encara que la fama d'Alma-Tadema recolza en el conjunt de pintures de l'antiguitat, també pintava retrats, paisatges i aquarel·les, i va fer alguns aiguaforts propis (encara que d'altres varen fer molts més de les seves pintures).

## Personalitat

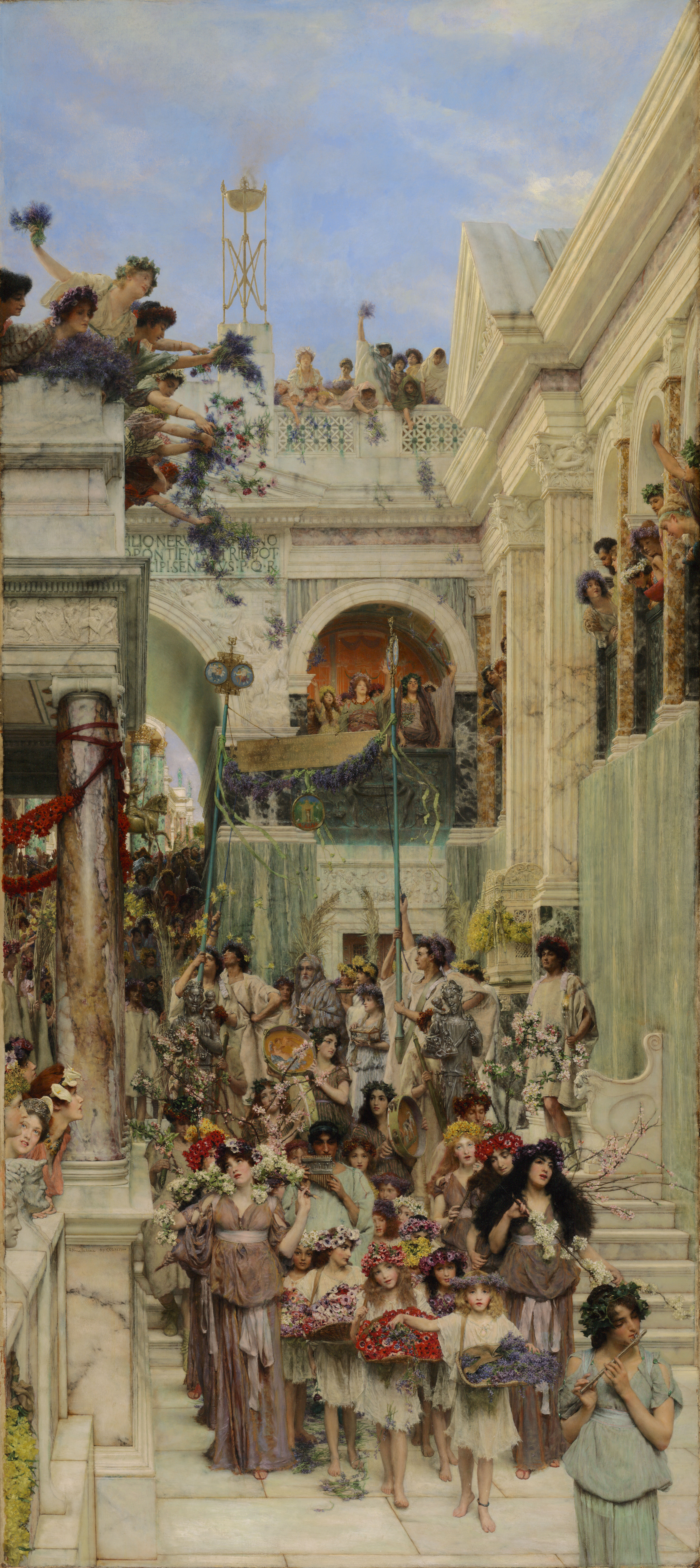
Primavera (1894), oli sobre tela, 179,2 x 80,3 cm, Museu J. Paul Getty, Los Angeles. Descriu el Festival de Cereàlia en un carrer romà. Un dels treballs més famosos i populars de Tadema, li prengué quatre anys completar-lo. Els models per a molts dels participants i espectadors eren els amics de Tadema i membres de la seva família

Per tot l'encant silenciós i l'erudició de les seves pintures, Alma-Tadema conservava un sentit de l'entremaliadura juvenil. Era infantil en els seus acudits i en els seus esclats sobtats de mal geni, que podia desaparèixer ràpidament en un somriure atractiu.
En la seva vida personal, Alma-Tadema era extravertit i tenia una personalitat extraordinàriament càlida. Tenia la majoria de les característiques d'un nen, associat amb els trets admirables d'un consumat professional. Un perfeccionista, es mantenia diligent en tots els aspectes, encara que una mica obsessiu i pedant amb els treballadors. Era un empresari excel·lent, i un dels artistes més rics del segle xix. Alma-Tadema era tan ferm en temes de diners com ho era amb la qualitat del seu treball.
Com a home, Lawrence Alma-Tadema era una persona afectuosa, bastant corpulent, robust i divertit. No hi havia ni un indici de l'artista delicat que era. Va ser un alegre amant del vi, les dones i les festes.

## Darrers anys
La producció d'Alma-Tadema va disminuir amb el temps, a causa en part per problemes de salut, però també per la seva obsessió per decorar la seva nova casa on es traslladà el 1883. No obstant això, continuava exposant al llarg dels anys 1880 i a la següent dècada, rebent una quantitat important de premis al llarg de la seva trajectòria, incloent-hi la medalla d'Honor a l'Exposició Universal de París de 1889, elegit membre honorífic de la Dramatic Society de la Universitat d'Oxford el 1890, la Gran Medalla d'Or a l'Exposició de Belles Arts Internacional a Brussel·les de 1897. El 1899 va ser nomenat Knighted a Anglaterra, el vuitè artista del continent a rebre l'honor. No tan sols va ajudar amb l'organització de la secció britànica a l'Exposició Universal de París (1900), sinó també exhibí dos treballs que varen guanyar el diploma Gran Prix. També col·laborà amb la Fira Mundial de Saint Louis de 1904 on va estar ben representat i rebut.
Durant aquest període, Alma-Tadema va ser molt actiu amb el disseny i producció teatral, dissenyant molts vestits. També estengué el seu horitzó artístic i començà a dissenyar mobiliari, sovint modelat a partir de motius pompeians o egipcis, realitzant il·lustracions, teixits i marcs. El desenvolupament dels seus diversos interessos subratllen el seu immens talent. Cada una d'aquestes facetes es fa servir en les seves pintures, ja que sovint incorporava part dels seus dissenys de mobiliari en la composició, així com molts dels seus propis dissenys de roba en els seus temes femenins. Durant el seu darrer període de creativitat, Alma-Tadema continuà produint pintures que repeteixen la fórmula reeixida de dones en terrasses de marbre amb vistes al mar, com en el cas de Favorites d'argent (1903). Entre 1906 i la seva mort, sis anys més tard, Alma-Tadema va pintar menys, però encara va produir ambicioses pintures com El descobriment de Moisès (1904).
El 15 d'agost de 1909 la seva esposa, Laura, moria a l'edat de cinquanta-set anys. L'afectat vidu sobrevivia a la seva segona esposa durant menys de tres anys. La seva última composició va ser Preparació al Coliseum (1912). A l'estiu de 1912, Alma Tadema va ser acompanyat per la seva filla Anna a Kaiserhof Spa, Wiesbaden, Alemanya, on havia de ser tractat d'una ulceració d'estómac. Moria allà el 28 de juny de 1912 a l'edat de setanta-sis anys. Està enterrat en una cripta a la catedral de Saint Paul a Londres.

## Estil

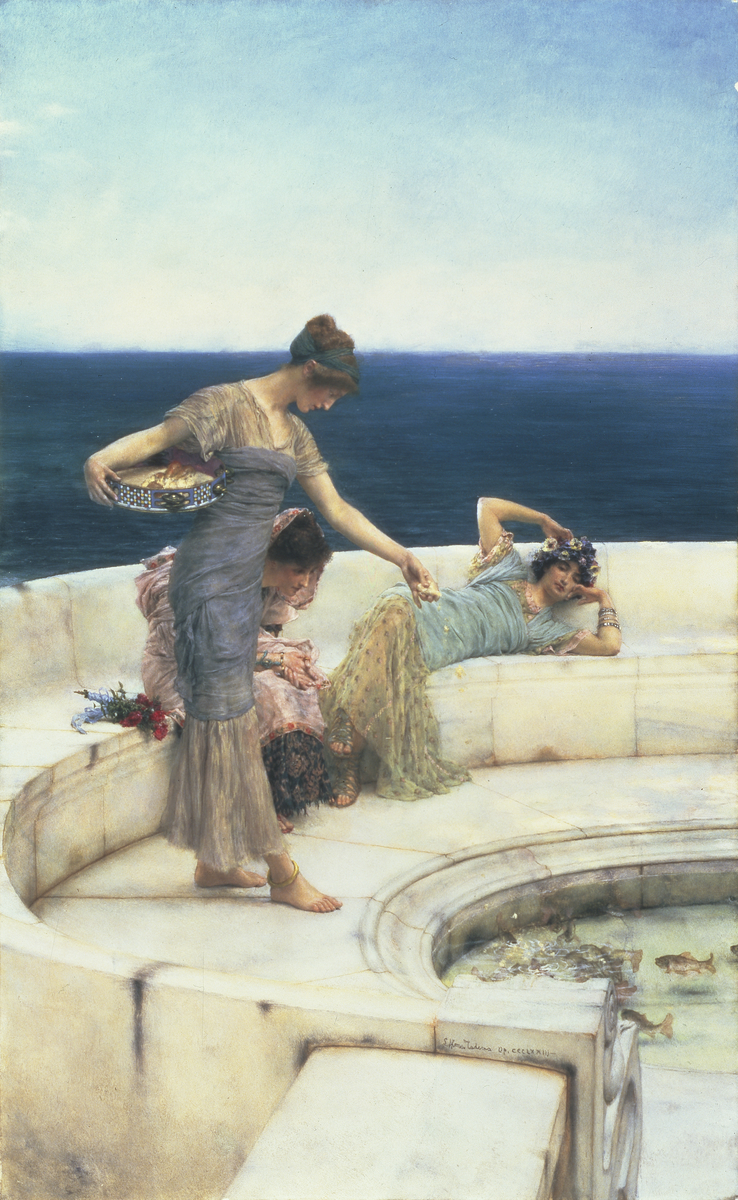
Favorites d'argent, 1903, oli sobre taula, 69,1 x 42,2 cm, Galeries d'Art de la ciutat de Manchester. Un exemple excepcional del brillant blanc marmori de Tadema que contrasta contra un teló de fons enlluernador del blau mar Mediterrani. L'artista eliminà el camp mitjà, i el primer pla contrasta abruptament amb l'horitzó distant, creant un efecte dramàtic

Els treballs d'Alma-Tadema són notables per la forma en què pinta les flors, les textures i els materials sòlids reflectits, com metalls, ceràmica, i especialment el marbre -en efecte, la seva descripció realista del marbre li va comportar ser anomenat el pintor marbelous. El seu treball en mostra moltes bones realitzacions i el color brillant dels antics mestres holandesos. Per l'interès humà amb el qual impregna totes les seves escenes de la vida antiga, les transporta a l'àmbit de la sensibilitat moderna, i ens encanta amb un sentiment dolç i juganer.
Des del començament de la seva carrera, Alma-Tadema es va ocupar especialment de la precisió arquitectònica, sovint incloent-hi objectes que veia als museus -com el Museu Britànic a Londres- en els seus treballs. També llegia molts llibres i n'agafava moltes imatges. Amassava un nombre enorme de fotografies de llocs antics a Itàlia, que va fer servir per a desplegar la màxima precisió en els detalls de les seves composicions.
Alma-Tadema era un perfeccionista. Treballava assíduament per fer la majoria de les seves pintures, sovint repetidament refent parts de pintures abans que les trobés satisfactories per al seu alt nivell d'exigència. Era sensible a tots els detalls i cada línia arquitectònica de les seves pintures, així com les escenes que descrivia. Per a molts dels objectes de les seves pintures, descrivia el que tenia davant seu, fent servir flors fresques importades de l'altre extrem del continent i fins i tot de l'Àfrica, afanyant-se per acabar les pintures abans que les flors es pansissin. Era aquest compromís amb la veracitat que el feia guanyar reconeixement, però també provocava que molts dels seus adversaris s'aixequessin en armes contra els seus treballs gairebé enciclopèdics.
El treball d'Alma-Tadema s'ha connectat amb els pintors simbolistes europeus. Com a artista de reputació internacional, se'l pot citar com a influència de figures europees com Gustav Klimt i Fernand Khnopff. Els dos pintors incorporen motius clàssics als seus treballs i utilitzen els mecanismes de composició originals d'Alma-Tadema com el brusc tall a la vora de la tela. Com Alma-Tadema, també fan servir imatges codificades per a transmetre significat a les seves pintures.

## Reputació

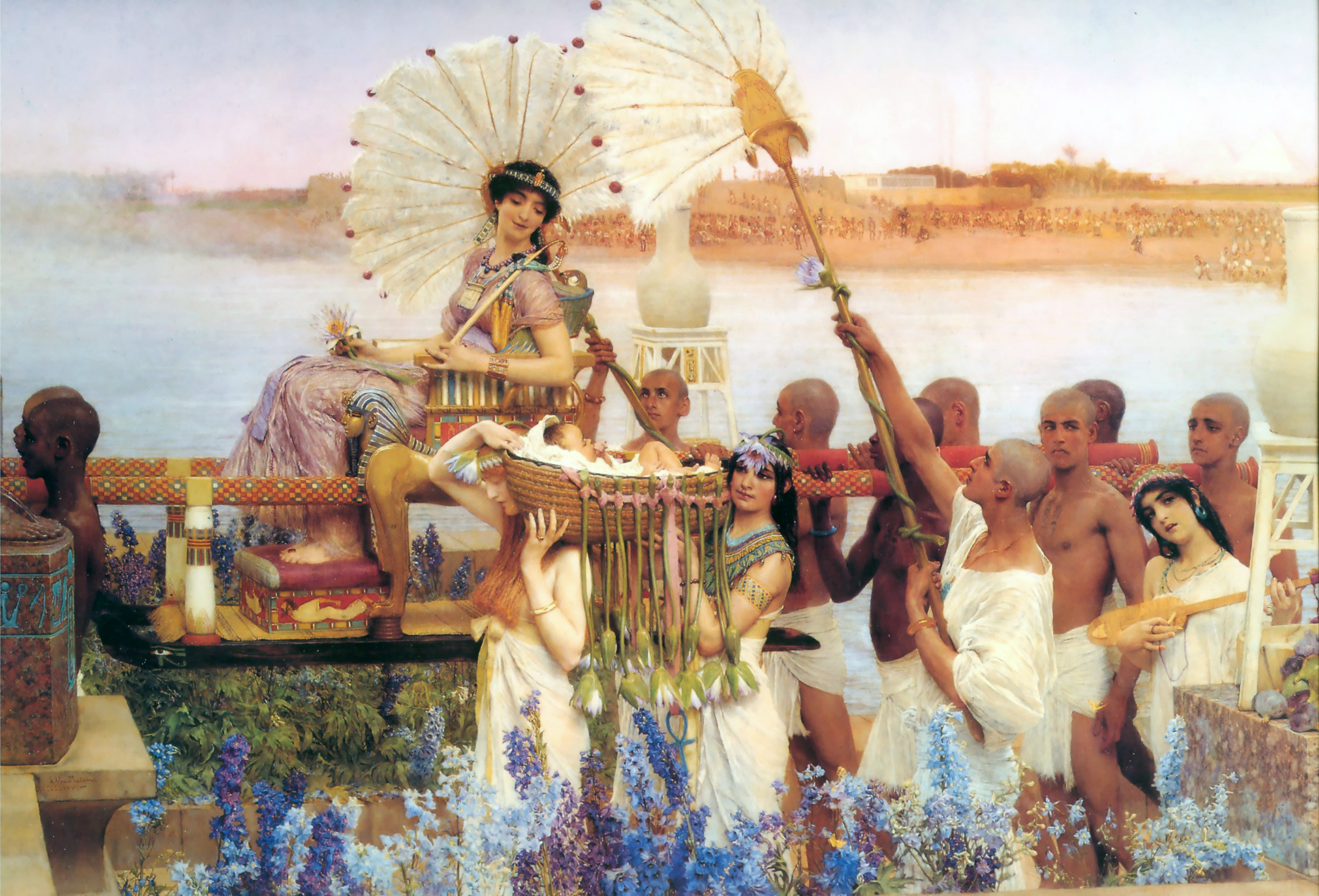
El descobriment de Moisès, 1904, oli sobre tela, 137,7 x 213,4 cm, col·lecció privada. Inclou un cert nombre d'objectes arqueològics amb inscripcions, resultat de la investigació diligent de Tadema. Després de dos anys treballant en la pintura, la seva dona li assenyalà que l'infant Moisès era ara un nen, i no necessitava ja ser portat!

Sir Lawrence Alma-Tadema era indiscutiblement el pintor més reeixit de l'era victoriana. Durant més de seixanta anys, va donar exactament el que volia la seva audiència: el seu distintiu, elegants pintures de gent bonica en escenes clàssiques. Les seves reconstruccions increïblement detallades de la Roma antiga amb homes lànguids i dones contra el blanc del marbre a la llum del sol enlluernador, aportaven al seu públic una ullada a un món que tots haurien volgut construir per a si mateixos, com a mínim en l'actitud si no en els detalls.
Essent un artista del seu temps, quan el període victorià va acabar, també ho feu la seva comercialització. Al final de la seva carrera, l'art com el d'Alma-Tadema ja no es va apreciar com ho havia estat abans. Els moviments nous en l'art havien començat i les seves imatges, que s'identificaven com "victorians en togues", varen quedar sense interés. Els darrers anys de la seva vida va veure la pujada del postimpressionisme, el fauvisme, el cubisme i el futurisme, que aïradament desaprovava. Com el seu alumne John Collier escrigué, "és impossible conciliar l'art d'Alma-Tadema amb el de Matisse, Gauguin i Picasso.
Les pintures que uns quants anys s'havien venut per £10,000, eren ara pràcticament impossibles de vendre. Algunes de les seves pintures es podrien haver adquirit per a penes £20 en aquella època. El seu llegat artístic gairebé va desaparèixer. Com les actituds del públic en general i dels artistes en particular es tornaren més escèptiques amb les possibilitats de la consecució humana, les seves pintures eren rebutjades cada vegada més. Va ser declarar "el pitjor pintor del segle xix" per John Ruskin, i un crític fins i tot sentenciava que les seves pintures eren "prou dignes per a guarnir caixes de bourbon". Després d'aquest període breu de ser activament ridiculitzat, se'l va consignar a una relativa obscuritat durant molts anys. Només durant els trenta darrers anys del segle xx, el treball d'Alma-Tadema s'ha revaluat per la seva importància dins del segle xix, i més específicament, dins de l'evolució de l'art anglès.

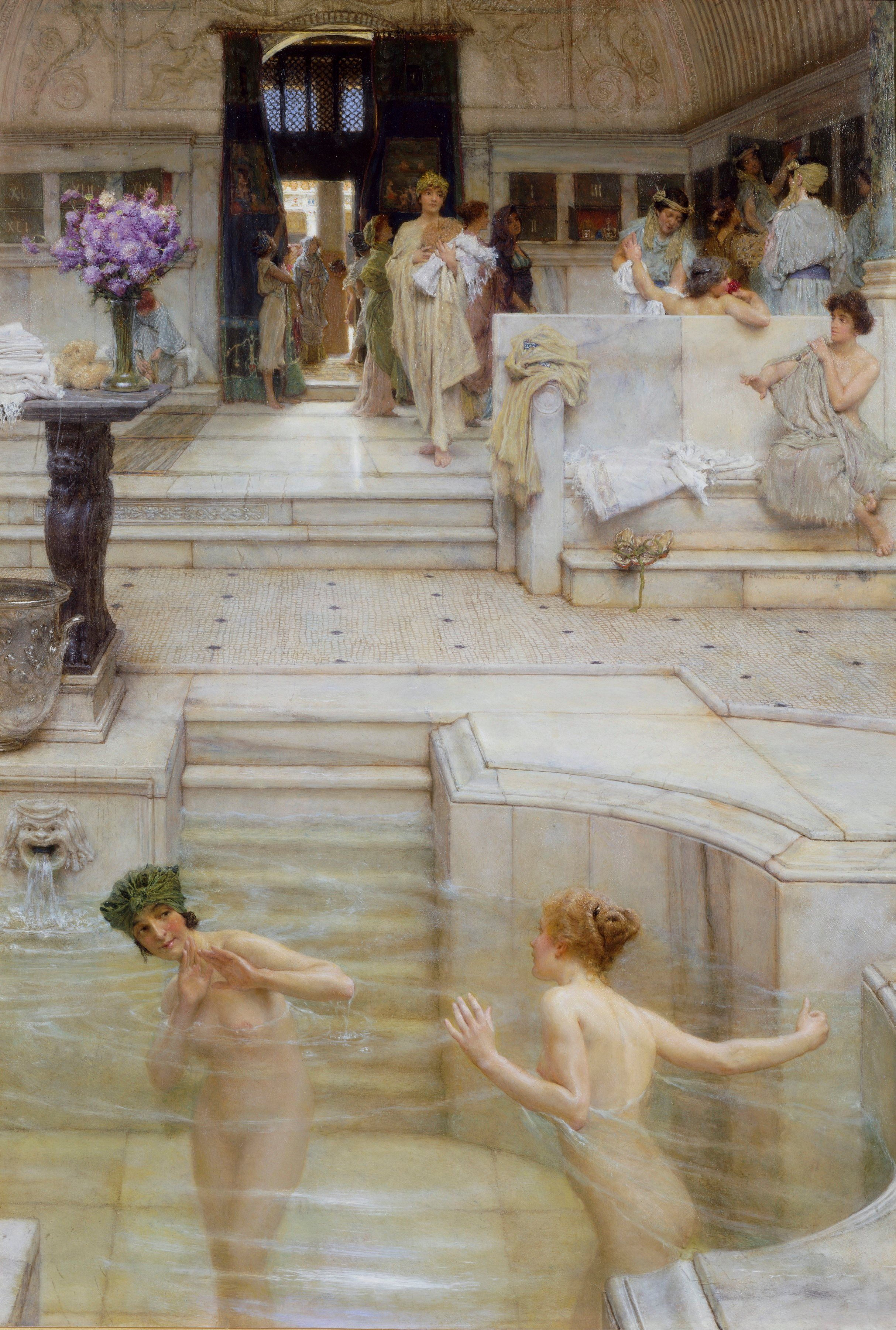
Un costum favorit, 1909, oli sobre taula, 66 x 46 cm, Tate Gallery, Londres. Es tracta d'una imatge tranquil·la, fresca, atractiva, amb tocs d'una narrativa implícita que se suma al seu atractiu

Ara és considerat com un dels principals pintors de personatges clàssics del segle xix, amb uns treballs que demostren la cura i exactitud d'una era captivada intentant visualitzar el passat.
La meticulosa investigació arqueològica d'Alma-Tadema, incloent-hi la investigació de l'arquitectura romana (era tan minuciós que tots els edificis presents en les seves obres podrien haver-se construït fent servir eines i mètodes romans) va comportar que les seves pintures es fessin servir com a material de font pels directors de Hollywood en la seva visió del món antic per a pel·lícules, com D. W. Griffith en Intolerància (1916), Ben-Hur (1925), Cleòpatra (1934), i el més notable de tot, la reconstrucció èpica de Cecil B. DeMille en Els deu manaments (1956).
En efecte, Jesse Lasky Jr., el coguionista d'Els deu manaments, descrivia com el director habitualment estenia còpies de les pintures d'Alma-Tadema per indicar als seus dissenyadors d'estudi l'aspecte que volia aconseguir. Els dissenyadors de l'oscaritzada Gladiator feien servir les pintures d'Alma-Tadema com a font central d'inspiració. Les pintures d'Alma-Tadema també varen ser la inspiració per al disseny d'interiors del castell Cair Paravel en la pel·lícula de 2005 Les cròniques de Nàrnia: el lleó, la bruixa i l'armari.
Al final dels anys 1960, el ressorgiment de l'interès en la pintura victoriana guanyava ímpetu, i un cert nombre d'exposicions ben nodrides varen tenir lloc. Allen Funt, el creador i amfitrió de la versió americana del programa de televisió Càmera Indiscreta, era col·leccionista de pintures d'Alma-Tadema quan la reputació de l'artista al segle XX estava en el seu punt més baix. Després que Funt fos robat pel seu comptable (que posteriorment es va suïcidar), va estar forçat a vendre la seva col·lecció a Sotheby, a Londres, el novembre de 1973. Amb aquesta venda, l'interès en Alma-Tadema es despertava. Anteriorment, el 1960, la galeria Newman havia intentat vendre primer, i posteriorment, donar (sense èxit) un dels seus treballs més cèlebres, El descobriment de Moisès (1904). El primer comprador havia pagat £ 5.250 quan es va acabar, però quan es va subhastar a Christies de Nova York el maig de 1995, va tenir un preu de £1,75 milions.